# رايناو (سويسرا)
رايناو (بالألمانية: Rheinau) هي إحدى بلديات مقاطعة أندلفينغن في كانتون زيورخ في سويسرا. تبلغ مساحتها 8.96 كيلومتر مربع، ويقدر عدد سكانها بـ 1299 نسمة (حسب تعداد ديسمبر 2017).